# Synchredible
Synchredible ist eine Software zur Synchronisation und Datensicherung, die von der 1999 gegründeten ASCOMP Software GmbH entwickelt wurde. Sie ermöglicht es Benutzern, Dateien, Ordner und ganze Festplatten auf Windows-PCs zu synchronisieren.

## Versionen und Funktionen
Das von der ASCOMP Software GmbH entwickelte Programm wurde erstmals im Jahr 2003 veröffentlicht und ist in zwei verschiedenen Editionen erhältlich: Standard für die private Nutzung und Evaluierung (kostenlos) sowie Professional für kommerzielle Anwendungen. Synchredible bietet eine einfache Möglichkeit, Dateien und Ordner zu synchronisieren und zu sichern.

## Technischer Hintergrund
Die Datensynchronisation ist eine effiziente Methode zur Datensicherung, bei der Daten zwischen zwei Speicherorten abgeglichen werden. Dateien werden 1-zu-1 kopiert und verglichen, sodass stets die aktuellste Version an beiden Orten verfügbar ist. Ein wesentlicher Vorteil der Datensynchronisation als Backup-Strategie ist die hohe Geschwindigkeit. Da weder Komprimierung noch Verschlüsselung erforderlich sind, entfällt der Zeitaufwand für diese Prozesse, was die Synchronisation erheblich beschleunigt. Zudem werden nur die geänderten Dateien übertragen, wodurch der Datenabgleich effizienter und ressourcenschonender gestaltet wird.
Ein weiterer Vorteil besteht in der Transparenz der Daten: Die synchronisierten Dateien sind direkt lesbar und können ohne zusätzliche Software an jedem Windows-Computer genutzt werden. Die Datensynchronisation eignet sich besonders für Benutzer, die regelmäßige und schnelle Backups wünschen, um die Datenintegrität zu gewährleisten. Sie stellt jedoch kein umfassendes Schutzkonzept gegen unbefugten Zugriff oder Datenverlust durch Hardwareausfälle dar, weshalb sie idealerweise als Ergänzung zu anderen Sicherungsmethoden verwendet werden sollte.

## Kritik
Die PC-Welt hat Synchredible in einem Test unter der Überschrift Die beste Backup-Software für Windows bewertet und festgestellt: „Die Bedienung der Software mit dem Assistenten ist einfach und bietet sowohl Einsteigern als auch Profis entsprechende Optionen“.
Bereits 2021 führte die PC-Welt einen Test mit dem Untertitel „Mit Ascomp Synchredible lassen sich Ordner und Laufwerke problemlos synchronisieren. So schlägt sich das Tool in der Praxis.“ durch.
Im Jahr 2022 veröffentlichte heise.de einen ausführlichen Software-Test mit dem Fazit: „Ein leistungsstarkes Synchronisationstool“.
Netzwelt veröffentlichte 2023 einen Testbericht, in dem es hieß: „Synchredible ist ein praktisches Tool zum Erstellen von Backups und der Synchronisation mehrerer Geräte. Über einen interaktiven Assistenten die automatische Datensicherung konfiguriert werden. Die Software ist für jeden empfehlenswert, der wichtige Daten auf seinem Computer hat und sie regelmäßig sichern möchte“.
Die Redaktion von Chip.de bewertete Synchredible ebenfalls positiv und stellte fest: „Synchredible erleichtert Ihnen den Datenabgleich zwischen mehreren Computern“.
Im Jahr 2024 wurde Synchredible vom PC Magazin getestet. Das Fazit lautet: „Synchredible 4.1 macht die Synchronisation zwischen zwei Verzeichnissen durch den integrierten Assistenten zum Kinderspiel, ohne dass dabei die Gründlichkeit auf der Strecke bleibt“.
Bereits im Januar 2004 testete das Stern-Magazin Synchredible und attestierte: „Synchredible ist ein optimales Sicherungsprogramm“.